# Елі Броуд
Елі Броуд (англ. Eli Broad, [broʊd] BROHD; 6 червня 1933, Бронкс, Нью-Йорк — 30 квітня 2021, Беверлі-Ґров, Лос-Анджелес) — американський підприємець і філантроп. У червні 2019 року він посів 233-тє місце у списку найзаможніших людей у світі та 78-ме у Сполучених Штатах Америки за версією Forbes з оцінкою статків у 6,7 мільярда доларів. Він був відомий своєю філантропічною діяльністю, спрямованою на перетворення державної освіти K-12 на модель чартерних шкіл, наукові та медичні дослідження, а також образотворче та виконавське мистецтво.

## Життєпис
Елі Броуд народився 6 червня 1993 року в Бронксі, місто Нью-Йорк, у сім'ї Ребеки (Джейкобсон) і Лео Броуда, литовських єврейських іммігрантів, що познайомились у Нью-Йорку. Його батько працював маляром, а його мати — кравчинею сукон. Броуди переїхали до Детройту, штат Мічиган, коли Елі було шість років. У Детройті його батько був профспілковим організатором і володів магазинами з дешевими побутовими товарами. Броуд відвідував державні школи Детройта і закінчив Центральну середню школу Детройта у 1951 році.
Броуд відвідував Університет штату Мічиган за спеціальністю «бухгалтерський облік» з додатковим фахом «економіка», який закінчив з відзнакою в 1954 році. Серед робіт, які Броуд виконував у коледжі, були продаж жіночого взуття, продаж сміттєвих утилізаторів від дверей до дверей та робота оператором свердлильного преса в компанії Packard Motor, де він був членом профспілки United Auto Workers. Того ж року 21-річний Броуд одружився з 18-річною Едіт «Еді» Лоусон.
Броуд став наймолодшим жителем Мічигану, який отримав диплом сертифікованого бухгалтера (CPA), і цей рекорд він утримував до 2010 року. Броуд працював бухгалтером протягом двох років і викладав вечірні курси в Детройтському технологічному інституті як доцент кафедри бухгалтерського обліку в 1956 році. Бажаючи працювати самостійно, він заснував власну бухгалтерську фірму, і чоловік двоюрідної сестри його дружини, Дональд Брюс Кауфман, запропонував йому офісне приміщення в обмін на ведення бухгалтерії для невеликого бізнесу Кауфмана, який займався будівництвом будинків і наданням субпідрядів.